# Cryptotriton alvarezdeltoroi
Cryptotriton alvarezdeltoroi är en groddjursart som först beskrevs av Theodore Papenfuss och David Burton Wake 1987.  Cryptotriton alvarezdeltoroi ingår i släktet Cryptotriton och familjen lunglösa salamandrar. IUCN kategoriserar arten globalt som starkt hotad. Inga underarter finns listade i Catalogue of Life.